# Amara blanchardi
Amara blanchardi là một loài bọ cánh cứng trong chi Amara thuộc họ Carabidae.